# Paul-Joseph Benker
Paul-Joseph (Joseph) Benker (Sankt Vith, 19 november 1939 - 8 september 1998) was een Belgisch senator.

## Levensloop
Hij werd beroepshalve onderwijzer.
Benker werd eveneens politiek actief voor Ecolo en was voor deze partij van 1995 tot 1998 gemeenteraadslid van Sankt Vith, waar hij van 1997 tot aan zijn onverwachte overlijden in 1998 schepen was.
Van 1986 tot 1991 zetelde hij eveneens in het Parlement van de Duitstalige Gemeenschap en van 1991 tot 1995 zetelde hij in de Belgische Senaat als gecoöpteerd senator.

## Bron
- Laureys, V., Van den Wijngaert, M., De geschiedenis van de Belgische Senaat 1831-1995, Lannoo, 1999.